# Mayra Batalla
Mayra Batalla Pavón (Álamo, 25 de octubre de 1983) es una actriz mexicana, conocida por su papel protagónico en la galardonada cinta Noche de fuego (2021), dirigida por Tatiana Huezo.

## Biografía
Creció entre Álamo, Veracruz y Tampico, Tamaulipas. A muy temprana edad, ingresó a los cursos de teatro en la secundaria y después fue cuando comienza a hacer teatro universitario. Tras acumular cierta cantidad de puntos, gana una beca para hacer un diplomado en un convento organizado por INBA (Instituto Nacional de Bellas Artes) por un año.
Al cumplir 18 años se muda a Ciudad de México para estudiar actuación en La Casa del Teatro. Posteriormente viajó a París, Francia, para estudiar una especialización en performance vocal con técnica Roy Hart y teatro coreográfico en Panthéâtre.

## Carrera
Ha participado en diversas obras de teatro, como: “Bárbara Gandiaga”, “Las cosas simples”, “Ángeles en América”, “Si una noche o algo así”, “La viuda astuta” y la más reciente “En la mira” en Microteatro.
Ha actuado en cortometrajes y largometrajes tales como: “Partes usadas” y “Las horas muertas”, de Aarón Fernández; “El sueño mexicano”, de María del Pilar Montero, “Cásese quien pueda”, de Marco Polo Constandse, “Vive por mí”, del director español Chema de la Peña, “La carga” de Alan Jonsson y «¿Qué culpa tiene el niño?”.
También ha trabajado en series como “Los Minondo”, “Pacientes”, “Kipatla”, “Crónica de castas” y “La Sombra del Ángel”, “La Bandida”, “Rosario Tijeras”, “El Secreto de Selena” y “Tijuana”.

## Filmografía

### Cine
- Cásese quien pueda (2014)